# 정2위
정2위(일본어: 正二位 しょうにい[*])는 일본의 위계 중 하나이며, 종1위의 아래, 종2위의 위이다. 한국과 중국에서의 정2품과 상응한다.

## 개요
율령제 하에서는 좌대신, 우대신에 봉해진 자들이 이에 제수되었고, 무로마치 막부, 에도 막부의 정이대장군 중 상당수가 현직에 있을 때 이 위계에 서훈되는 경우가 많았다. 또한 대납언 중에서도 공로가 많거나, 출신 가문이 높을 때에도 이 위계를 받았다.
메이지 시대의 훈등과 비례하여서는 대훈위 또는 훈1등에 해당한다. 또한 친임관이나 칙임관 등 화족 중 그 지위가 높은 자들도 정2위에 서훈되었다.
종전 후 일본국 헌법이 시행되는 현재에는 사후에 추증되는 위계로서 대개 내각총리대신이나 참의원·중의원 의장, 최고재판소장이 제수된다.

## 같이 보기
- 관위상당제